# 5539 Limporyen
5539 Limporyen este un asteroid din centura principală de asteroizi.

## Descriere
5539 Limporyen este un asteroid din centura principală de asteroizi. A fost descoperit pe 16 octombrie 1965 la Observatorul Zijinshan din Nanking. Asteroidul prezintă o orbită caracterizată de o semiaxă mare de 2,44 ua, o excentricitate de 0,16 și o înclinație de 1,8° în raport cu ecliptica.